# Apache Thrift
Thrift (с англ. — «бережливость», произносится как [θrift]) — язык описания интерфейсов, который используется для определения и создания служб под разные языки программирования. Является фреймворком к удалённому вызову процедур (RPC). Используется компанией Facebook в качестве масштабируемого кросс-языкового сервиса по разработке. Сочетает в себе программный конвейер с движком генерации кода для разработки служб, в той или иной степени эффективно и легко работающих между такими языками как C#, C++, D, Cappuccino, Cocoa, Delphi, Erlang, Go, Haskell, Java, OCaml, Perl, PHP, Python, Ruby, Rust, Smalltalk и JavaScript. Проще говоря, Thrift является двоичным протоколом связи. С апреля 2007 разрабатывается как open source проект некоммерческой организации Apache Software Foundation.

## Архитектура
Thrift включает в себя готовый программный конвейер, состоящий из шести уровней, для работы с клиентской и серверной частью. Верхний уровень составляет сгенерированный код описания Thrift. Службы генерируют из него клиентский и серверный код. В отличие от встроенных типов, созданная структура данных возвращается как результат в сгенерированном коде. Уровни протокола и транспортировки являются частью runtime-библиотеки. В Thrift возможно выбрать службы и изменить протокол и транспортировку без перекомпиляции кода. Помимо клиентской части Thrift включает в себя серверную инфраструктуру для связи протокола и транспортировки в blocking, non-blocking и multi-threaded серверах. Основа уровня Ввода/Вывода по-разному реализована для различных языков.

### Поддерживаемые протоколы
- TBinaryProtocol — Несложный двоичный формат, простой, но не оптимизированный для экономии пространства.
- TCompactProtocol — Более компактный двоичный формат, как правило более эффективен.
- TDebugProtocol — Человечески понятный формат текста, помогающий в отладке.
- TDenseProtocol — Как и в TCompactProtocol, получение мета информации из того, что было передано.
- TJSONProtocol — Использование JSON’a для раскодировки данных.
- TSimpleJSONProtocol — Протокол «только для записи», использующий JSON. Подходит для парсинга на скриптовых языках.

### Поддерживаемые транспортировщики
- TFileTransport — Этот транспортировщик записывает в файл.
- TFramedTransport — Этот транспортировщик используется, когда применяются non-blocking сервера. Он отправляет данные во фреймах, где каждому фрейму предшествует длина информации.
- TMemoryTransport — Использование памяти для ввода / вывода. Реализация Java использует простой встроенный ByteArrayOutputStream.
- TSocket — Использует blocking socket ввода / вывода для транспортировки.
- TZlibTransport — Выполняет сжатие с помощью zlib. Используется в сочетании с другим транспортом. Отсутствует в реализации Java.

### Поддерживаемые серверы
- TNonblockingServer — multi-threaded сервер, использующий non-blocking ввод / вывод (Java реализация использует NIO channels). На этих серверах должен использоваться TFramedTransport.
- TSimpleServer — single-threaded, использующий std blocking ввод / вывод. Полезен для тестирования.
- TThreadPoolServer — multi-threaded сервер, использующий std blocking ввод / вывод.

## Преимущества
- Кросс-языковая сериализация с более низкими накладными расходами, в отличие от таких альтернатив как SOAP, за счет использования двоичного формата.
- Простая и чистая библиотека. Не нуждается во фреймворке для кода. Не использует XML-конфигурацию.
- Языковые привязки ощущаются естественными. Например, Java использует ArrayList<String>. C++ использует std::vector<std::string>.
- Формат связи уровня приложений и формат связи уровня сериализации строго разделены. Они могут быть изменены независимо друг от друга.
- Встроенные типы сериализации включают в себя: двоичный, дружественный к HTTP и компактный двоичный.
- Складывается, как кросс-языковой сериализованный файл.
- Мягкие версии протокола. Thrift не требует централизованный и явный механизм, как major-version/minor-version. Слабосвязанные группы могут свободно переходить в RPC вызовы.
- Независим от архитектуры или от нестандартного ПО. Нет несовместимых лицензий на ПО.

### Сравнение сProtocol Buffers
|                            | Apache Thrift | Protocol Buffers                                                                                 |
| -------------------------- | --- | ------------------------------------------------------------------------------------------------ |
| Разработчик                | Facebook, Apache | Google                                                                                           |
| Поддерживаемые языки       | C++, C#, Dart, D, Go, Haskell, Java, JavaScript, Python, PHP, XSD, Ruby, Perl, Objective C, Erlang, Smalltalk, OCaml, Haskell | C++, C#, Dart, Go, Java, JavaScript, Python, PHP, Objective C, Ruby                              |
| Исходящие форматы          | Binary, JSON | Binary                                                                                           |
| Простые типы               | bool byte 16/32/64-bit integers double string byte sequence map<t1,t2> list<t> set<t>                                         | bool 32/64-bit integers float double string byte sequence повторные свойства работают как списки |
| Константы                  | Да | Нет                                                                                              |
| Составной тип              | struct | message                                                                                          |
| Исключения                 | Да | Нет                                                                                              |
| Документация               | Проблематично | Хорошая                                                                                          |
| Лицензия                   | Apache | BSD-style                                                                                        |
| Расширения составных типов | Нет | Да                                                                                               |

## Создание Thrift службы
Thrift написан на C++, однако код может быть написан на нескольких языках. Для создания Thrift службы для начала надо написать Thrift файлы, которые описывают его, затем сгенерировать код на выходном языке и указать команды запуска сервера, вызвав после чего их в клиенте. Вот пример файла описания:
```
enum
 
PhoneType
 
{

 
HOME
,

 
WORK
,

 
MOBILE
,

 
OTHER

}

 

struct
 
Phone
 
{

 
1
:
 
i32
 
id
,

 
2
:
 
string
 
number
,

 
3
:
 
PhoneType
 
type

}

```

Thrift сгенерирует код из этого файла описания, например, в Java. PhoneType будет простым перечислением (enum) внутри POJO для класса Phone.